# Edwin McCain
Edwin McCain (* 20. Januar 1970 in Greenville, South Carolina) ist ein US-amerikanischer Singer-Songwriter und Musiker. Er spielt Alternative Rock mit Einflüssen aus Jazz und Soul.

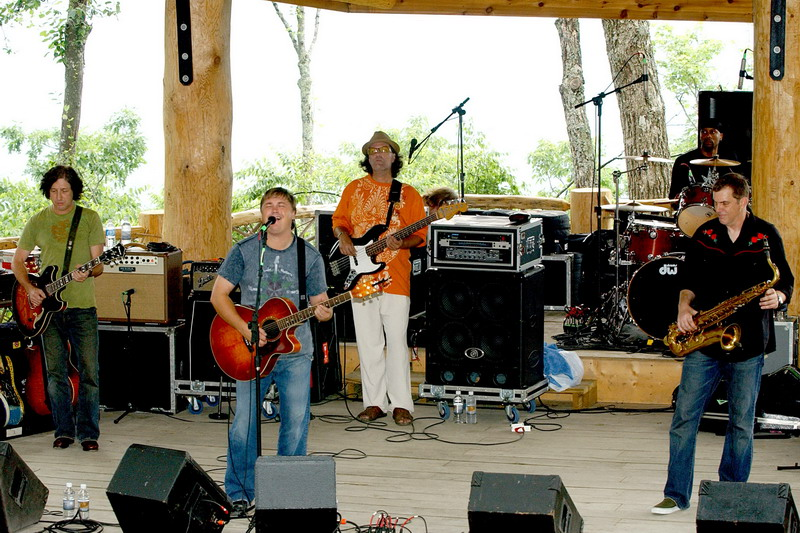
Edwin McCain Band am 7. Juli 2007

## Persönliches
McCain wurde als Kind adoptiert. Er ist verheiratet und hat mit seiner Frau zwei leibliche Söhne sowie ein adoptiertes Kind.

## Karriere
Seine erste Veröffentlichung, Nomadic Logic, erschien 1991 durch ein unabhängiges Label. Im Jahr 1995 unterzeichnete er bei Atlantic Records einen Vertrag für vier Alben. Das Label veröffentlichte 1995 sein Debütalbum Honor Among Thieves. Die Singleauskopplung I’ll Be aus dem zweiten Album Misguided Rose erreichte die Top Ten der Billboard Hot 100. Nach weiteren zwei Alben trennten sich Atlantic und McCain aufgrund musikalischer Differenzen, weil die Plattenfirma von McCain Pop-Balladen erwartete, was jedoch nicht seinen musikalischen Vorstellungen entsprach. McCain wurde von ATC unter Vertrag genommen und veröffentlichte 2003 ein Album mit Akustikversionen unter dem Titel The Austin Sessions. Danach wechselte erneut das Label und veröffentlichte weitere Alben bei Vanguard und Time/Life Music.
McCain spielt sehr viele Konzerte, zum Teil mehr als 300 im Jahr. Er wird von einer festen Band begleitet, bestehend aus den Gitarristen Larry Chaney und Pete Riley, dem Saxophonisten und Keyboarder Craig Shields, dem Bassisten Jason Pomar und Schlagzeuger Tez Sherrard.
Von März bis April 2025 nahm McCain als Nessy an der 13. Staffel der US-amerikanischen Version von The Masked Singer teil, in der er den fünften Platz erreichte.

## Diskografie

### Alben
- 1991: Nomadic Logic
- 1993: Solitude
- 1995: Honor Among Thieves
- 1997: Misguided Roses
- 1999: Messenger
- 2001: Far from Over
- 2003: The Austin Sessions
- 2004: Scream & Whisper
- 2006: Lost in America
- 2008: Nobody’s Fault But Mine
- 2010: The Best of Edwin McCain
- 2011: Mercy Bound

### Singles
- 1995: Solitude
- 1995: Sorry to a Friend
- 1997: See the Sky Again
- 1998: I’ll Be
- 1998: What Matters
- 1999: I Could Not Ask for More
- 1999: Go Be Young
- 2000: Beautiful Life
- 2001: Hearts Fall
- 2001: Far from Over
- 2001: Radio Star
- 2001: Write Me a Song
- 2004: Say Anything
- 2004: Shooting Stars
- 2006: Gramercy Park Hotel
- 2006: Truly Believe
- 2007: The Kiss
- 2008: Some Kind of Wonderful